# Fita do Access Hollywood de Donald Trump
Em 7 de outubro de 2016, um mês antes da eleição presidencial dos Estados Unidos de 2016, o jornal The Washington Post publicou um vídeo e um artigo sobre uma conversa de cunho sexual entre o então candidato presidencial Donald Trump e o apresentador de televisão Billy Bush, gravada em setembro de 2005. A conversa ocorreu em um ônibus, a caminho das gravações de um episódio do programa Access Hollywood, pertencente à NBCUniversal. No vídeo, Trump relatou sua tentativa de seduzir uma mulher casada e mencionou que poderia começar a beijar uma mulher que ele e Bush estavam prestes a encontrar. Ele afirmou: "Eu nem espero. E quando você é uma estrela, elas deixam você fazer. Você pode fazer qualquer coisa. [...] Pegar elas pela vagina. Você pode fazer qualquer coisa." Muitos comentaristas e juristas classificaram tal ação como assédio sexual. Outros argumentaram que os comentários sugeriam que o consentimento sexual é mais facilmente obtido por pessoas famosas e ricas.
A divulgação do vídeo ocorreu dois dias antes do segundo debate presidencial de 2016 [en] entre Trump, candidato do Partido Republicano, e a candidata do Partido Democrata, Hillary Clinton. Trump emitiu um comunicado pedindo desculpas pelo conteúdo do vídeo, mas tentou desviar a atenção ao afirmar que o marido de Hillary, Bill Clinton, havia "dito coisas muito piores para mim no campo de golfe". A gravação gerou reações intensas de figuras da mídia e políticos de todo o espectro político. As respostas de autoridades republicanas variaram: algumas, como o companheiro de chapa de Trump, Mike Pence, o líder da maioria no Senado, Mitch McConnell, e o presidente do Comitê Nacional Republicano, Reince Priebus, expressaram desaprovação às palavras de Trump, mas não retiraram seu apoio nem pediram sua saída da chapa. Outros republicanos, como o ex-candidato presidencial John McCain, declararam que não apoiariam mais a campanha presidencial de Trump, e alguns pediram sua retirada da chapa. O presidente da Câmara, Paul Ryan, anunciou que não defenderia mais nem apoiaria a campanha de Trump, embora não tenha revogado oficialmente seu endosso.
Como consequência, Bush foi demitido de seu cargo como apresentador do programa Today, também pertencente à NBCUniversal e exibido na rede NBC. Além disso, várias mulheres fizeram denúncias de má conduta sexual contra Trump [en]. A divulgação do vídeo foi considerada uma "surpresa de outubro [en]", influenciando a opinião pública nas semanas anteriores à eleição. Um estudo de 2020 indicou que o vídeo reduziu o apoio público a Trump. Em 8 de outubro, Trump divulgou um vídeo de desculpas, classificando os comentários como "conversa de vestiário" e expressando arrependimento, afirmando que "disse e fiz coisas das quais me arrependo". Apesar da controvérsia, Trump venceu a eleição de 2016.
Durante um depoimento em outubro de 2022, no âmbito de um processo civil [en] movido pela escritora E. Jean Carroll, que acusou Trump de estuprá-la em 1995 ou 1996, o vídeo foi apresentado. Questionado pela advogada de Carroll sobre a veracidade das declarações no vídeo, Trump respondeu: "Historicamente, isso é verdade com estrelas" e "se você olhar ao longo do último milhão de anos, acho que isso é amplamente verdade. Nem sempre, mas amplamente verdade. Infelizmente, ou felizmente." O vídeo foi usado como evidência durante o julgamento. Em 9 de maio de 2023, um júri considerou Trump responsável por abuso sexual e difamação contra Carroll, ordenando que ele pagasse US$ 5 milhões. Em 19 de julho de 2023, o juiz Kaplan negou o pedido de Trump por um novo julgamento.

## Gravação
O vídeo foi gravado em setembro de 2005 no estacionamento dos Estúdios NBC, enquanto Trump se preparava para participar de um episódio da telenovela da NBC, Days of Our Lives. Access Hollywood, um programa de notícias de entretenimento sindicado pertencente à NBCUniversal, realizou uma entrevista nos bastidores com Trump sobre sua participação como convidado, na qual Trump e Bush chegaram em um ônibus turístico para a série de segmentos Access Across America, produzida em comemoração à décima temporada do programa. O vídeo contém áudio de Trump conversando com Billy Bush, então coapresentador do Access Hollywood, em um ônibus decorado com o nome do programa. Trump e Bush estavam usando microfones, que gravaram sua conversa informal. Mais tarde, foi relatado que Trump "aparentemente estava ciente na época de que estava sendo gravado por um programa de TV".
De acordo com um porta-voz do Access Hollywood, havia outras sete pessoas no ônibus: uma equipe de filmagem com dois membros, o motorista do ônibus, o produtor do programa, um assistente de produção, o segurança de Trump e o representante de relações públicas de Trump. Ao chegar ao estacionamento, a equipe de filmagem desembarcou do ônibus para gravar Trump e Bush descendo e encontrando Arianne Zucker [en], que interpretava Nicole Walker [en] na telenovela e apareceu ao lado de Trump no episódio em que ele foi estrela convidada.

### Conteúdo
No vídeo, Trump conta a Bush sobre uma tentativa fracassada de seduzir Nancy O'Dell [en], que na época (por volta de 2005) era coapresentadora de Bush no Access Hollywood:
| “ | Eu investi nela, e falhei. Vou admitir. Tentei transar com ela. Ela era casada. E investi pesado nela. Na verdade, levei-a para comprar móveis. Ela queria comprar alguns móveis. Eu disse: "Vou te mostrar onde têm móveis bons." Levei-a para comprar móveis — investi nela como se fosse uma vadia. Mas não consegui. E ela era casada. Então, de repente, eu a vejo, agora ela tem esses seios falsos enormes e tudo mais. Ela mudou completamente o visual. | ” |

Mais tarde, referindo-se a Arianne Zucker (que eles estavam esperando para encontrar), Trump diz:
| “ | É melhor eu usar uns Tic Tacs, caso eu comece a beijá-la. Sabe, sou automaticamente atraído por mulheres bonitas — simplesmente começo a beijá-las. É como um ímã. Só beijo. Não espero. E quando você é uma estrela, elas deixam você fazer. Você pode fazer qualquer coisa. Pegar elas pela vagina. Você pode fazer qualquer coisa. | ” |

## Publicação
De acordo com o Access Hollywood, a descoberta do vídeo foi motivada pela "negação de Trump às alegações contidas em uma matéria da Associated Press, na qual 20 ex-funcionários do The Apprentice descreveram o comportamento de Trump em relação às mulheres como vulgar e inadequado". Uma fonte da NBC afirmou que um produtor do Access Hollywood lembrou-se da conversa em 3 de outubro de 2016 e localizou o vídeo nos arquivos do programa. O site de notícias de celebridades TMZ relatou uma cronologia diferente: quando executivos sêniores da NBC souberam do vídeo, consideraram que era muito cedo na campanha presidencial para divulgá-lo com o máximo impacto, e (segundo o TMZ) esses executivos afirmaram publicamente que souberam do vídeo muito depois do que realmente ocorreu.
A NBC discutiu se deveria divulgar o vídeo e consultou advogados sobre a legalidade da publicação, como é comum em outros meios de comunicação, devido à possibilidade de ações judiciais por parte das pessoas envolvidas. Até 4 de outubro, a NBC havia preparado uma matéria que optou por não transmitir por mais três dias. Em 7 de outubro, por volta das 11h, uma fonte não identificada entregou uma cópia do vídeo ao repórter do Washington Post, David Fahrenthold [en], que entrou em contato com a NBC para comentários, notificou a campanha de Trump sobre a posse do vídeo, obteve confirmação de sua autenticidade e publicou a matéria e o vídeo às 16h. Alertada de que o Post poderia publicar a história imediatamente, a NBC News divulgou sua própria matéria "poucos minutos" após a publicação do Post.
Naquela noite, a matéria do Post tornou-se "o artigo mais visualizado simultaneamente na história do site do Post", com mais de 100.000 pessoas lendo-o na tarde de 7 de outubro. Os servidores do Post ficaram offline por um curto período naquele dia devido ao aumento no tráfego da web. Essa matéria foi uma das que levaram Fahrenthold a receber o Prêmio Pulitzer de Reportagem Nacional.

## Reações

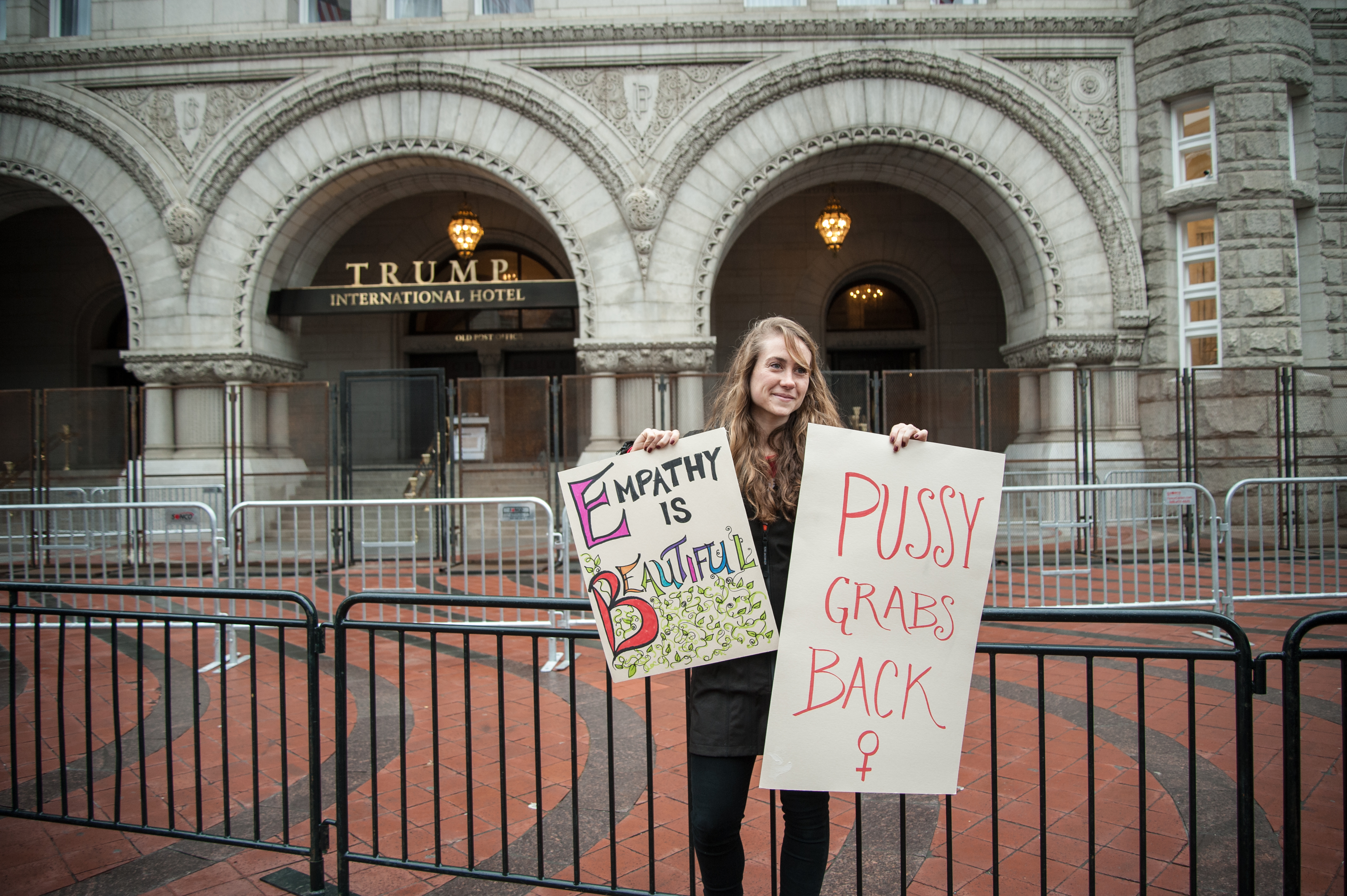
Manifestante em frente ao Trump International Hotel em Washington, D.C., durante a Marcha das Mulheres em Washington

A reação foi imediata, com a adversária de Trump na eleição geral, Hillary Clinton, sendo uma das primeiras figuras políticas a responder ao vídeo, tuitando logo após sua divulgação: "Isso é horrível. Não podemos permitir que esse homem se torne presidente." O companheiro de chapa de Clinton, Tim Kaine, disse sobre o vídeo: "Me dá náuseas... Não estou surpreso, infelizmente." No segundo debate presidencial, dois dias depois, Clinton afirmou sobre o vídeo: "Com candidatos republicanos anteriores à presidência, eu discordava deles em política, políticas e princípios, mas nunca questionei sua aptidão para servir. Donald Trump é diferente."
No segundo episódio da temporada 42 [en] de Saturday Night Live (transmitido em 8 de outubro), Alec Baldwin parodiou a controvérsia interpretando Trump. Samantha Bee, apresentadora de Full Frontal with Samantha Bee, inverteu os papéis de gênero no vídeo e emitiu um "pedido de desculpas" pela paródia no Twitter. A cantora e compositora Carly Simon doou sua música de 1972, "You're So Vain", para uso em um anúncio político anti-Trump – a primeira vez que ela permitiu seu uso para fins políticos – e anunciou sua oposição a Trump em resposta ao vídeo.

### Atenção da mídia e da profissão jurídica
Tocar os genitálias de uma pessoa sem consentimento (também conhecido como apalpação) é considerado assédio sexual na maioria das jurisdições dos Estados Unidos. Muitos advogados e comentaristas da mídia caracterizaram as declarações de Trump como descrições de atos de assédio sexual. A advogada especialista em assédio sexual e direitos civis, Lisa Bloom, afirmou: "Sejamos muito claros, ele está falando sobre assédio sexual. Ele está falando sobre agarrar os genitais de uma mulher sem seu consentimento." Trump e alguns de seus apoiadores alegaram que ele não estava dizendo que cometeu um assédio sexual ou negaram que apalpar seja assédio sexual. A jornalista Emily Crockett afirmou que isso é mais uma evidência de uma tendência a minimizar os assédios sexuais contra mulheres.
John Banzhaf, professor de direito de interesse público da Universidade George Washington, declarou: "Se Trump, de repente e sem aviso, estendesse a mão e agarrasse a genitália ou o seio de uma mulher, isso claramente constituiria assédio sexual", conforme indicado na declaração de Trump "Eu nem espero." No entanto, argumentou-se que, apesar de Trump ter dito "Eu nem espero", suas declarações completas implicam consentimento. Isso é apontado pela frase completa de Trump, que incluiu a afirmação "e quando você é uma estrela, elas deixam você fazer. Você pode fazer qualquer coisa."
O caso gerou mais comentários na mídia sobre o histórico de Trump de criticar mulheres por sua aparência, entre outras declarações consideradas sexistas. Em 8 de outubro, a CNN exibiu trechos de várias entrevistas que Trump deu ao The Howard Stern Show [en] antes de sua carreira política, nas quais ele fez comentários semelhantes aos do vídeo do Access Hollywood. Em setembro de 2004, Trump comenta sobre o corpo de sua filha Ivanka e, quando questionado, diz a Stern que está tudo bem ele chamar sua filha de "um pedaço de bunda".

### Partes envolvidas

#### Billy Bush
Embora a controvérsia tenha se concentrado principalmente em Trump, Bush também enfrentou críticas devido ao vídeo, principalmente por sua declaração de que Zucker "[é] gostosa pra caramba" e por incentivar Zucker a abraçar Trump após descerem do ônibus. Bush recebeu críticas online e pedidos de demissão do The Today Show, onde era apresentador na época. O The Washington Post afirmou que "a imagem pública de Bush foi danificada — talvez de forma irreparável." Houve tantos comentários negativos nas contas de redes sociais de Bush após a divulgação do vídeo que sua conta no Twitter foi desativada na noite de 7 de outubro. Naquela noite, Bush emitiu um pedido de desculpas, dizendo: "Obviamente, estou envergonhado e constrangido. Não é desculpa, mas isso aconteceu há onze anos — eu era mais jovem, menos maduro e agi tolamente ao acompanhar. Estou muito arrependido."
A controvérsia levou a especulações de que a posição de Bush no Today poderia estar em risco, tanto pelo backlash nas redes sociais quanto pela possibilidade de que a divulgação do vídeo criasse um ambiente de trabalho tóxico entre Bush e a equipe de produção do programa, majoritariamente feminina. Executivos da NBC confirmaram na noite de 8 de outubro que o emprego de Bush estava seguro e que ele abordaria a controvérsia no episódio de 10 de outubro do Today. O Politico observou que, como o público do Today é desproporcionalmente feminino, uma queda significativa na audiência após a controvérsia poderia levar à demissão de Bush. Na segunda-feira, 10 de outubro, a NBC mudou de posição e anunciou que Bush seria suspenso do Today indefinidamente, enquanto aguardava revisão adicional; como ele era apresentador, sua suspensão foi brevemente mencionada durante a transmissão daquele dia. Um dia depois, em 11 de outubro, várias fontes da mídia relataram que a NBC estava "negociando sua saída". Em 17 de outubro, a NBC anunciou que Bush havia renunciado.
O status de Bush como membro da família Bush (especificamente, como primo do ex-presidente George W. Bush e sobrinho do ex-presidente George H. W. Bush) também foi destacado após a controvérsia. O The Economist observou: "Quem imaginaria que o Sr. Bush, apresentador do programa de notícias Today da NBC, poderia acabar desempenhando um papel mais influente nesta eleição do que seu primo Jeb, que muitos republicanos esperavam que vencesse?"

#### Pessoas e entidades mencionadas por Trump
Nancy O'Dell, a mulher casada mencionada por Trump, declarou:
| “ | Deixando a política de lado, estou triste que esses comentários ainda existam em nossa sociedade. Quando ouvi os comentários ontem, foi decepcionante ouvir tamanha objetificação das mulheres. A conversa precisa mudar, porque nenhuma mulher, nenhuma pessoa, deve ser alvo de comentários tão grosseiros, com ou sem câmeras gravando. Todos merecem respeito, independentemente do contexto ou gênero. Como mulher que trabalhou muito para construir sua carreira e como mãe, sinto que devo me manifestar com a esperança de que, como sociedade, sempre busquemos melhorar. | ” |

Em resposta à menção de seu produto por Trump no vídeo, a Tic Tac emitiu uma declaração no Twitter afirmando: "A Tic Tac respeita todas as mulheres. Achamos as recentes declarações e comportamento completamente inadequados e inaceitáveis."
Reagindo ao seu papel involuntário no incidente, Zucker escreveu no TwitLonger: "A forma como tratamos uns aos outros, seja a portas fechadas, em vestiários ou cara a cara, deve ser feita com bondade, dignidade e respeito."

### Melania Trump

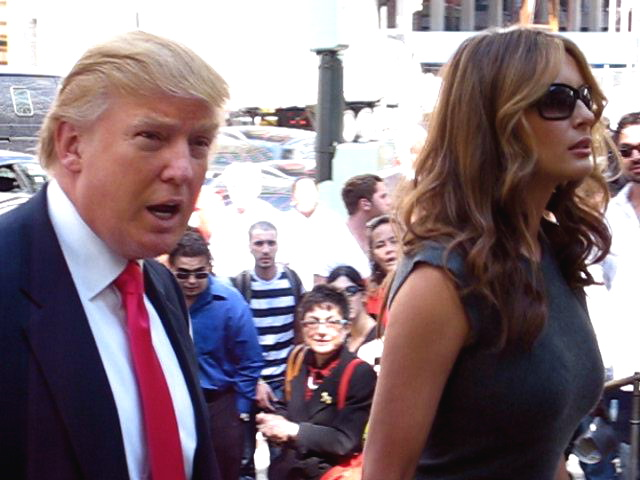
Trump e sua esposa Melania

O vídeo foi gravado pouco após o casamento de Trump com sua terceira esposa, Melania, enquanto ela estava grávida de seu filho Barron.(p2) Segundo Chris Christie, Trump temia seu próximo encontro com a esposa após o vazamento do vídeo. Ele levou duas horas desde que ouviu a gravação até ir falar com ela.(2–3) A campanha estava mais preocupada com a reação de Melania, pois, mais do que qualquer outra, ela tinha o potencial de descarrilar a candidatura de Trump.(p3) Em uma conversa privada sobre o vídeo, Melania teria dito: "Agora você pode perder, você pode ter arruinado tudo para nós" e saiu do quarto após ouvir o pedido de desculpas do marido.(3–4)
Melania ficou frustrada com a piedade direcionada a ela. Ela quis responder de forma independente da estratégia planejada pela campanha. Quando a estratégia da campanha foi proposta, ela apenas respondeu "não".(p4) Melania decidiu emitir sua própria declaração, e Donald apenas pediu para lê-la antes que ela falasse com a imprensa.(4–5) Sua declaração foi:
| “ | As palavras usadas pelo meu marido são inaceitáveis e ofensivas para mim. Isso não representa o homem que conheço. Ele tem o coração e a mente de um líder. Espero que as pessoas aceitem seu pedido de desculpas, como eu aceitei, e se concentrem nas questões importantes enfrentadas por nossa nação e pelo mundo.(p5) | ” |

A primeira aparição de Melania na mídia após o vazamento do vídeo foi uma entrevista com Anderson Cooper, que expressou simpatia por ela durante toda a entrevista. Ela afirmou que não revelaria o que ela e seu marido conversaram em particular, mas que era "muito forte" e "muito confiante".(p8) Na entrevista, Melania defendeu que seu marido apoia as mulheres e atribuiu a controvérsia a uma conspiração da "mídia de esquerda".(p9) Ela pediu que as pessoas não sentissem pena dela, criticando celebridades que falaram em seu nome, o que considerou hipócrita.(8–9) Durante o próximo debate presidencial, Melania compareceu usando uma lavallière, o que gerou especulações de que era uma referência ao vídeo.(p7)

### Partido Republicano
O incidente foi condenado por numerosos republicanos proeminentes. O presidente do Comitê Nacional Republicano (RNC), Reince Priebus, disse: "Nenhuma mulher deveria ser descrita nesses termos ou tratada dessa maneira. Nunca." O RNC suspendeu todo o apoio à campanha de Trump logo após. O ex-governador de Massachusetts Mitt Romney, candidato presidencial republicano em 2012, tuitou: "Investir em mulheres casadas? Condonar assédio? Tais degradações vis denigrem nossas esposas e filhas e corrompem a imagem da América para o mundo." O governador de Ohio John Kasich, ex-rival nas primárias, classificou os comentários como "indefensáveis"; o ex-governador da Flórida Jeb Bush, também ex-rival nas primárias, chamou-os de "repreensíveis". O líder da Maioria no Senado Mitch McConnell também denunciou o vídeo, mas continuou a apoiar Trump. Paul Ryan, o Presidente da Câmara, desconvidou Trump de um comício de campanha agendado, anunciou que não defenderia nem apoiaria mais a campanha presidencial de Trump e, em um movimento altamente incomum, liberou os membros congressistas de base para usarem seu próprio julgamento, dizendo: "vocês precisam fazer o que é melhor para vocês e seus distritos"; no entanto, ele não retirou seu endosso a Trump.
Muitos membros do Partido Republicano retiraram seus endossos devido à divulgação do vídeo, incluindo os governadores Bill Haslam e Robert J. Bentley; os representantes Bradley Byrne [en], Jason Chaffetz [en], e Joe Heck [en]; e os senadores Kelly Ayotte, Mike Crapo, e John McCain. O ex-governador da Califórnia Arnold Schwarzenegger, que até então mantivera sua opinião privada durante a campanha, divulgou uma declaração: "Pela primeira vez desde que me tornei cidadão em 1983, não votarei no candidato republicano à presidência... Por mais orgulhoso que esteja de me rotular como republicano, há um rótulo que valorizo acima de todos — americano." Até 11 de outubro, "quase um terço" dos senadores republicanos declararam que não votariam em Trump. Outros republicanos expressaram apoio contínuo a Trump, incluindo o ex-candidato republicano de 2016 Ben Carson, líderes evangélicos Tony Perkins [en] e Ralph E. Reed Jr. [en], e o ex-gerente de campanha de Trump Corey Lewandowski [en]. Outros líderes evangélicos, particularmente o Diretor de Ética e Política da Convenção Batista do Sul, Dr. Russell D. Moore, repreenderam publicamente os líderes evangélicos que continuaram a apoiar Trump. Em um tuíte, Ted Cruz questionou por que a NBC, que possuía o vídeo, o reteve por 11 anos.

#### Pedidos para abandonar a campanha
Até 8 de outubro, várias dezenas de republicanos pediram que Trump abandonasse a campanha e permitisse que seu companheiro de chapa, Mike Pence, assumisse a candidatura republicana. Entre os que apoiavam a substituição por Pence estavam o ex-governador de Utah Jon Huntsman Jr., os senadores Dan Sullivan do Alasca, Cory Gardner do Colorado e Deb Fischer de Nebraska, e os deputados Jason Chaffetz de Utah, Bradley Byrne do Alabama, Rodney Davis de Illinois e Ann Wagner [en] de Missouri.
O próprio Pence divulgou uma declaração em 8 de outubro, dizendo: "Como marido e pai, fiquei ofendido pelas palavras e ações descritas por Donald Trump no vídeo de onze anos divulgado ontem... Não posso tolerar seus comentários e não posso defendê-los." No entanto, ele afirmou que ainda apoiava Trump, pois ele "expressou remorso e pediu desculpas ao povo americano."
Trump insistiu que nunca abandonaria a campanha. Até 8 de outubro, dependendo do estado:
- Não era possível alterar os nomes nas cédulas por razões puramente legais devido à data avançada.[87]
- Muitas cédulas da eleição geral já haviam sido impressas, e alterá-las seria caro.[87]
- Em estados com votação antecipada, milhares de votos já haviam sido registrados.[87]

Por essas razões, comentaristas disseram que seria muito difícil, se não impossível, substituir Trump como candidato republicano.

#### Retirada de apoio político
Conforme o dia avançava, um número crescente de republicanos foi além de criticar os comentários de Trump ou retirar seus endossos e começou a pedir que Trump abandonasse a corrida presidencial, cedendo a nomeação republicana a outra pessoa. Na tarde de 8 de outubro, Trump respondeu com um tuíte: "A mídia e o establishment querem tanto que eu saia da corrida - NUNCA ABANDONAREI A CORRIDA, NUNCA DECEPCIONAREI MEUS APOIADORES! #MAGA".
O Comitê Nacional Republicano continuou a apoiar Trump, e, nos dias seguintes, vários dos republicanos que queriam que Trump desistisse disseram que ainda votariam nele. Steve Bannon disse em uma entrevista no 60 Minutes que a resposta à controvérsia serviu como um "teste de tornassol" para os aliados republicanos de Trump. Por exemplo, segundo Bannon, Chris Christie foi negado um cargo no Gabinete porque disse que os comentários de Trump eram "completamente indefensáveis".

## Respostas de Trump
Trump reconheceu ter feito os comentários, mas tentou desviar a atenção alegando que Bill e Hillary Clinton haviam dito e feito coisas piores.
Após a divulgação do vídeo do Access Hollywood, a primeira resposta pública de Trump foi uma declaração escrita publicada em seu site de campanha:
| “ | Isso foi uma conversa de vestiário, uma conversa privada que aconteceu há muitos anos. Bill Clinton me disse coisas muito piores no campo de golfe - nem chega perto. Peço desculpas se alguém se ofendeu. | ” |

Na manhã de sábado, 8 de outubro, Donald Trump emitiu uma declaração mais longa, divulgada em vídeo. Nele, Trump disse sobre o conteúdo do vídeo: "Eu disse isso, estava errado e peço desculpas." Ele prometeu "ser um homem melhor" e terminou o vídeo com a alegação de que Bill Clinton havia "abusado de mulheres" e que Hillary Clinton havia intimidado as vítimas de seu marido. O vídeo de Trump terminou com garantias de que as alegações contra os Clinton seriam discutidas nos dias seguintes. A declaração de Trump foi duramente criticada pela mídia e pelo público como insincera e uma tentativa de desviar a atenção de seus comentários para acusações de "e os outros?" contra seus oponentes políticos. Trump tuitou no dia seguinte: "Certamente foram 24 horas interessantes!" Em 10 de outubro, Trump também foi questionado sobre o vídeo durante o segundo debate presidencial de sua campanha. Ele reiterou que era "conversa de vestiário" e disse: "Não estou orgulhoso disso. Peço desculpas à minha família. Peço desculpas ao povo americano."
Em 2017, foi relatado que Trump questionou a autenticidade do vídeo em várias conversas privadas naquele ano, incluindo uma com um senador republicano, Apesar de ele já ter reconhecido que a voz era sua e ter se desculpado após a divulgação do vídeo.
Em janeiro de 2017, pouco antes de sua posse, Trump disse a um senador republicano que queria investigar a gravação.

## Efeitos e consequências

### Debates Clinton–Trump
A divulgação do vídeo gerou uma expectativa renovada para o debate de 9 de outubro entre Trump e Hillary Clinton, pois seria a primeira vez que cada candidato abordaria diretamente a controvérsia. Menos de duas horas antes do início do debate, Trump realizou uma coletiva de imprensa surpresa em St. Louis com Paula Jones [en], Kathleen Willey e Juanita Broaddrick [en], que anteriormente acusaram Bill Clinton de má conduta sexual [en], e Kathy Shelton, uma vítima de estupro cujo agressor foi representado nos anos 1970 por Hillary, uma defensora pública nomeada. Descrevendo a coletiva como sua "preparação para o debate", Trump chamou as mulheres de "corajosas" e "vítimas dos Clintons", com cada uma delas repetindo suas queixas contra os Clintons. Na coletiva, Trump recusou-se a responder perguntas dos jornalistas sobre o vídeo do Access Hollywood. A campanha de Clinton descartou a coletiva como "um ato de desespero" e denunciou a "corrida destrutiva para o fundo" de Trump. A primeira-dama Michelle Obama disse, referindo-se à controvérsia: "Isso me abalou profundamente de uma forma que eu não poderia ter previsto."
O New York Times relatou que, pouco antes da coletiva de imprensa, conselheiros da campanha de Trump disseram a Reince Priebus que Trump precisava sair para um "encontro e saudação" porque temiam que "Priebus se opusesse se soubesse a verdade". O presidente da campanha, Steve Bannon, disse a Trump: "[Broaddrick, Jones, Shelton e Willey] vão se aproximar de você e estar chorando... [e] você vai ser empático." Em resposta, Bannon lembrou que Trump fechou os olhos, inclinou a cabeça para trás "como um imperador romano" e disse "Eu amo isso". Juanita Broaddrick disse ao Times que "não tinha ideia do que estávamos indo fazer lá... [m]as isso não importa. Eu faria tudo de novo."
Durante o próprio debate, o co-moderador Anderson Cooper pressionou Trump sobre se a conversa no vídeo significava que ele havia cometido assédio sexual. Trump disse que era "conversa de vestiário" e que "não estou orgulhoso disso", e disse que queria passar para outros assuntos, mas finalmente respondeu: "Não fiz isso." Mais tarde, foi revelado que Trump havia organizado para que as mulheres de sua coletiva de imprensa sentassem em seu camarote familiar e que elas entrariam na plateia ao mesmo tempo que Bill Clinton para confrontá-lo na TV ao vivo, mas os organizadores do debate intervieram e impediram o golpe planejado. A Associated Press relatou posteriormente que Willey e Shelton haviam sido financeiramente compensadas pelo aliado de Trump Roger Stone durante a campanha.

### Histórias de assédio
Pouco após a notícia estourar em 7 de outubro, a escritora canadense Kelly Oxford postou no Twitter: "Mulheres: me contem seus primeiros assédios. Eles não são apenas estatísticas." Em poucas horas, o tuíte se tornou viral, recebendo milhares de respostas, muitas delas relatando histórias de assédios sexuais contra mulheres. Mais de 30 milhões de pessoas visualizaram ou responderam ao tuíte de Oxford em uma semana.

### Resposta de atletas e treinadores
Numerosos atletas e treinadores profissionais rejeitaram a alegação de Trump de que o que ele disse no vídeo era "conversa de vestiário", afirmando que tais comentários não eram normais ou aceitáveis. O treinador principal do Los Angeles Clippers, Doc Rivers, disse: "[Se os comentários de Trump são conversa de vestiário] esse é um vestiário novo para mim." O arremessador do Oakland Athletics, Sean Doolittle [en], tuitou: "Como atleta, estive em vestiários toda a minha vida adulta e, uh, isso não é conversa de vestiário." O wide receiver do Kansas City Chiefs, Chris Conley, tuitou: "Apenas para referência. Trabalho em um vestiário (todos os dias)... isso não é conversa de vestiário. Só para você saber." O arremessador do Los Angeles Dodgers, Brett Anderson, tuitou: "Que tipo de vestiário fodido Donald Trump esteve?" O armador da NBA, Kendall Marshall, tuitou: "Aviso: avanços sexuais sem consentimento NÃO são conversa de vestiário." O meio-campista do LA Galaxy, Robbie Rogers, tuitou: "Estou ofendido como atleta que @realDonaldTrump continua usando 'conversa de vestiário' como desculpa." A corredora de barreiras e velocista olímpica Queen Harrison tuitou: "'Conversa de vestiário,' 'Meninos serão meninos,' 'Banter inofensivo.' Essas não são desculpas válidas para comportamento. Nunca foram, nunca serão." O tight end do Atlanta Falcons, Jacob Tamme, tuitou: "Não é normal. E mesmo que fosse normal, não está certo." Essas respostas também levaram à criação da hashtag #NotInMyLockerRoom.
Onze meses após o vazamento do vídeo, o boxeador aposentado Floyd Mayweather defendeu os comentários de Trump, afirmando: "As pessoas não gostam da verdade... Ele falou como homem de verdade. ... Então ele está falando conversa de vestiário. Conversa de vestiário. 'Eu sou o cara, sabe o que estou dizendo? Você sabe quem eu sou. Sim, eu a agarrei pela vagina. E daí?'"

### Memes e campanhas anti-Trump

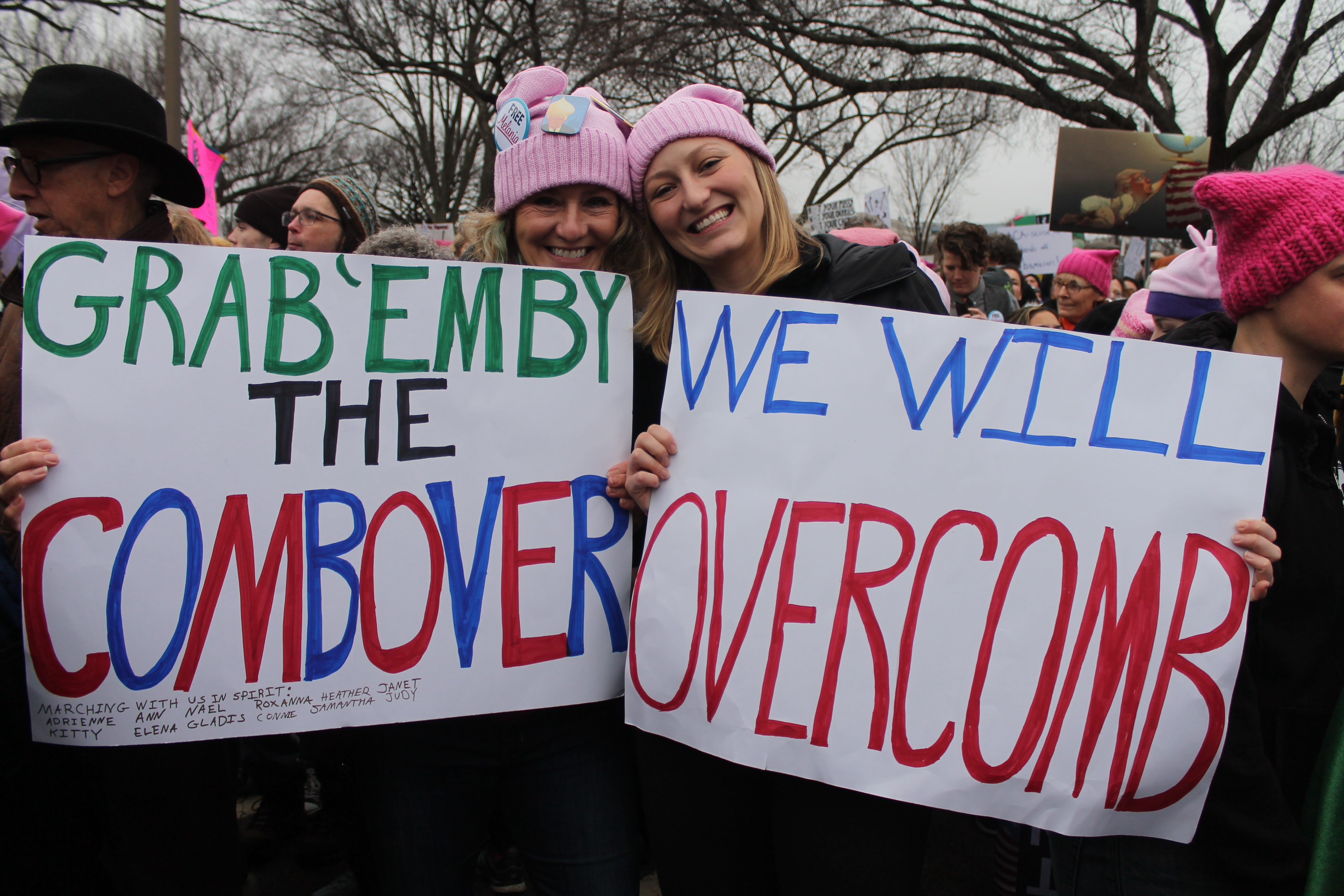
Cartaz de protesto com a frase "Grab 'em by the combover" (referência ao cabelo penteado para trás de Trump), Washington DC, 2017

O backlash dos comentários gerou uma hashtag "Pussy Grabs Back" incentivando as mulheres a votarem contra Trump no Dia da Eleição. Memes anti-Trump com imagens de gatos se espalharam nas redes sociais. O The Guardian escreveu que uma imagem de um gato rosnando se tornou um "grito de guerra para a raiva feminina contra Trump".
A negação de Trump de que ele nunca beijou ou apalpou mulheres sem consentimento levou a mais acusações por várias mulheres de que Trump as havia assediado sexualmente. A campanha de Trump negou as alegações.
Em resposta à gravação, Shannon Coulter iniciou uma campanha viral chamada #GrabYourWallet, que incentiva indivíduos a boicotar várias empresas que vendem produtos relacionados a Trump. Várias empresas, incluindo Shoes.com, Nordstrom [en], Bergdorf Goodman e Neiman Marcus, abandonaram os produtos de Trump em resposta ao boicote.

### Outras fitas alegadas
Em 9 de outubro, ex-funcionários do reality show de Trump The Apprentice e o jornalista Geraldo Rivera disseram que ambos possuíam, individualmente, fitas mais prejudiciais de Trump, mas não confirmaram se elas seriam divulgadas ao público. Rivera afirmou posteriormente que procurou em seus arquivos e não encontrou nada relevante para o escândalo.
Desde a divulgação da fita, Bill Pruitt, produtor das duas primeiras temporadas de The Apprentice, afirmou que há imagens dos bastidores de Trump dizendo coisas "muito piores". A divisão de notícias da NBCUniversal não tem acesso aos arquivos da série. Outro produtor de The Apprentice, Chris Nee, afirmou no Twitter que Trump usou a "palavra com N" nas imagens arquivadas. Nee posteriormente deletou o tuíte. Uma campanha no GoFundMe foi lançada em 9 de outubro com o objetivo de arrecadar $5,1 milhões para divulgar mais fitas. A campanha é conhecida como "Trump Sunlight Campaign". Nee escreveu no Twitter para Mark Cuban que há uma multa de $5 milhões se as imagens forem vazadas. David Brock [en] também se ofereceu para pagar a multa para divulgar as supostas fitas de The Apprentice. Até o dia da eleição, a campanha "Sunlight" havia arrecadado $40.000. Nenhuma fita foi encontrada como resultado da campanha. Em dezembro de 2017, o organizador Aaron Holman publicou uma atualização afirmando que doaria $25.000 do valor arrecadado para o The Nation Institute, com o restante usado para reembolsar despesas de "trabalho investigativo" realizado pela campanha.

### Processo de difamação de E. Jean Carroll
No depoimento de Trump no final de 2022 para o processo de difamação de E. Jean Carroll contra ele (relacionado à acusação dela de que Trump a estuprou em meados da década de 1990 e à resposta dele enquanto presidente dos EUA), Trump foi questionado sobre se ele fez as declarações no vídeo, ao que respondeu: "Bem, historicamente, isso é verdade com estrelas." Os advogados de Carroll citaram as declarações como corroborando um padrão mais amplo de abuso sexual por Trump, e os advogados dele pediram que a fita fosse desconsiderada como evidência no julgamento. Os jurados assistiram à fita durante o julgamento e consideraram Trump responsável por agressão e difamação contra Carroll.
Após o júri conceder a Carroll $5 milhões, considerando Trump responsável por abuso sexual, Trump solicitou um novo julgamento. Ao negar esse pedido, Kaplan citou, entre outras coisas, a fita do Access Hollywood em sua decisão, dizendo: "As próprias palavras do Sr. Trump da fita do Access Hollywood e de seu depoimento – que (a) estrelas '[infelizmente ou felizmente]' 'p[odiam] fazer qualquer coisa' que quisessem com mulheres, incluindo 'agarrá-las pela vagina' e (b) ele se considera uma 'estrela' – poderiam ter sido vistas pelo júri como uma espécie de confissão pessoal sobre seu comportamento."